# Elin Norén
Elin Karin Matilda Norén född 7 mars 1983 i Östhammar, är en svensk socialdemokratisk politiker, som sedan 2022 är regionstyrelsens ordförande i Region Dalarna.

## Biografi
Norén är utbildad gymnasielärare. Norén var som ung aktiv i SSU. Hon var ordförande i SSU Uppland 2003–2005 och ledamot av SSU:s förbundsstyrelse 2005–2009.
Hon blev heltidspolitiker i dåvarande landstinget i Dalarna efter valet 2014. Sedan hösten 2022 är hon regionstyrelsens ordförande i Region Dalarna, efter att Socialdemokraterna, Centerpartiet, Kristdemokraterna och Dalarnas sjukvårdsparti bildat en ny majoritet som går under namnet "Samling För Dalarna".
Norén är ersättare i Sveriges kommuner och regioners (SKR) styrelse. Hon är sedan 2023 även styrelseordförande för ADDA AB, som är ett helägt SKR-bolag.[källa behövs]